# Ayawaso West Municipal District
Der Distrikt Ayawaso West Municipal District ist einer von 29 Distrikten der Greater Accra Region in Ghana. Er hat eine Größe von 34,9 km² und 75.303 Einwohner (2021). 

## Geschichte
Ursprünglich war er 1988 Teil des damals größeren Accra Metropolitan District, bis ein kleiner Teil des Distrikts am 15. März 2018 abgespalten wurde, um den Ayawaso West Municipal District zu bilden. Der Bezirk liegt im zentralen Teil der Greater Accra Region und hat Dzorwulu als Hauptort.

## Einwohnerentwicklung
Die folgende Übersicht zeigt die Einwohnerzahlen nach dem jeweiligen Gebietsstand.
| Jahr | Einwohner |
| ---- | --------- |
| 2010 | 70.667    |
| 2021 | 75.303    |